# Alpinia nantoensis
Alpinia nantoensis là một loài thực vật có hoa trong họ Gừng. Loài này được F.Y.Lu & Y.W.Kuo mô tả khoa học đầu tiên năm 2008.